# 東亞分艦隊 (德國)
東亞分艦隊（德語：Ostasiatische Kreuzergeschwader），正式名稱為東亞巡洋艦分艦隊，是德意志帝国海军於1890年代中期至1914年间活动于太平洋地区的一支艦隊，也是德国海軍除了「公海艦隊」外最為龐大的海外派遣艦隊。

## 历史背景

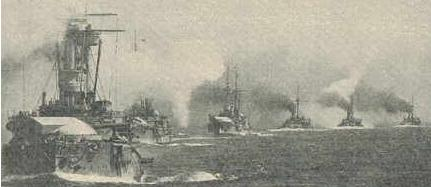
1900年在中國海域活動的「東亞分艦隊」。

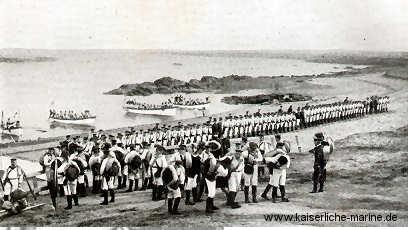
在大沽炮台登陆的德意志帝国海军陆战队

東亞分艦隊的歷史可追溯回19世紀中葉，自1861年9月清朝与普鲁士王国签订《中德通商条约》後，普鲁士開始派遣軍艦进入中国水域活動。随着远东经济发展和政治重要性提高，德國在遠東投注的海軍部隊也日益增加。1881年，德國海軍於遠東組成一支机动的游擊艦隊。然而德國政府的殖民政策將重點轉至東非，於1885年建立了常設的「東非巡洋舰舰队」（Ostafrikanisches Kreuzergeschwader），东亚地区的艦隊便被减至仅剩两艘小炮艇。
随着1894年中日甲午战争爆发，德国重新对中国产生兴趣。在德皇威廉二世的支持下，德国海军部成立「远东巡洋舰舰队」（Kreuzerdivision in Ostasien），由海军少将保罗·霍夫曼指挥，包括一艘现代的伊倫娜号防护巡洋舰和三艘老旧的小舰艇。在霍夫曼的请求下，海军部用皇帝号铁甲舰、威廉王妃号和鸬鹚号巡洋舰替换了三艘老旧舰艇。由于没有基地，霍夫曼只得在香港依靠英国人、在上海依靠中国人、在长崎依靠日本人为舰队进行技术和后勤保障，但威廉二世、总理、外长和海军部长都认为有必要在远东建立基地。德国驻中国大使说：“……我们的舰队不能永远在这里像无家可归的孤儿一样航行”。
1896年6月，海军少將阿爾弗雷德·馮·鐵必制接任霍夫曼成為遠東派遣艦隊司令，受命在中国寻找建立基地的地点。鐵必制本人幾經研究，認為胶澳地区（今属青岛市）是適宜的地點，但鐵必制沒多久後就被德国政府召回任海軍大臣的新職。繼任鐵必制職務的人是海军少将奥托·冯·狄特立克斯，該人則提出「非胶澳不可」的意見。
起初，德国政府希望购买胶澳基地，但遭到中國政府拒绝。1897年，两名德国传教士被杀，狄特立克斯奉德皇命令，以此為藉口於1897年11月14日率军佔領了胶澳地区。最初海军对胶澳的占领非常薄弱，但随着奥古斯塔皇后号防护巡洋舰的到来得以加强。1898年1月，海军陆战第三营（III. Seebataillon）建立，成为青岛的防卫部队。1898年3月6日，德国与清政府签订《胶澳租借条约》，租借胶澳99年，德國海军便開始將胶澳地区作為遠東主要基地建設，1900年興辦了造船廠，至1913年共建造各式船隻20餘艘，相关的後勤保障和附属设施（包括青岛啤酒厂）也随后建立。
1899年，狄特立克斯被召回柏林担任海军参谋长，其職務由海军少将海因里希亲王繼任，而後又經歷了庫爾特·馮·普里維茲-加弗隆、緋力克斯·馮·本德曼、腓特烈·馮·英格諾爾、埃里希·居勒（Erich Gühler）、君特·馮·格羅西克等人擔任此職，在本德曼任內時，中國爆發了「义和团运动」，本德曼发现舰队并没有做好准备，只得向俄罗斯人和英国人借取地图，以便在黄海进行行动。然而，他强烈推动占领大沽口炮台的计划，舰队在其指挥下在大沽口战役中发挥了重要作用。1900年6月8日，本德曼率艦同八國聯軍一道進駐大沽口炮台，并派遣部队登陆天津保护德国人。
1912年，海軍中將馬克西米連·馮·斯比任「東亞分艦隊」司令，為大戰前一任、也是最後擔任此職務者。

## 第一次世界大战
1914年戰爭爆發前夕，斯比的「東亞分艦隊」擁有下述主力軍艦：
- 沙恩霍斯特级
  - 沙恩霍斯特号装甲巡洋舰
  - 格奈泽瑙号装甲巡洋舰
- 德累斯顿级
  - 埃姆登号轻巡洋舰
- 不来梅级
  - 莱比锡号轻巡洋舰
- 柯尼斯堡级
  - 纽伦堡号轻巡洋舰

德国东亚分舰队的航程

1914年8月第一次世界大战爆发，冯·施佩发现本地区的协约国海军数量和火力都远超过自己，对大日本帝国海军和皇家澳大利亚海军尤为警惕。
在取得最初的胜利后，冯·施佩同意卡尔·冯·米勒率领埃姆登号轻巡洋舰单独前往印度洋袭击商船。舰队其余舰艇则驶往太平洋东部和南美洲沿岸，那里有众多中立国和德国支持者（尤其是智利），可以获得支持和援助。

### 埃姆登号袭击
埃姆登号在印度洋共截获30艘船只并击沉中其中的英国及其协约国的船只。在檳城戰役中，埃姆登号击沉了俄罗斯珍珠号防护巡洋舰和一艘法国驱逐舰。在金奈，埃姆登号摧毁了一处储油设施。1914年11月9日，埃姆登号在科科斯战役中与悉尼号轻巡洋舰进行了一场长时间的争斗，最终搁浅在科科斯群岛上。

### 转战太平洋

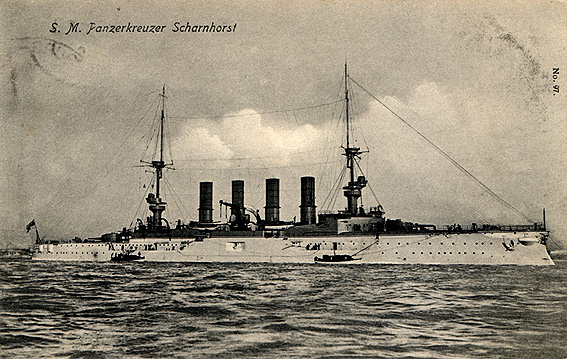
沙恩霍斯特号装甲巡洋舰

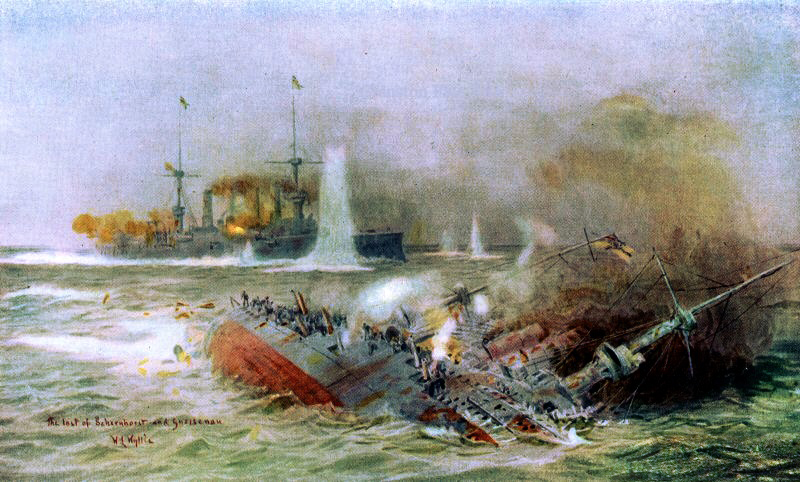
东亚舰队在福克兰群岛战役中

一战爆发时，几乎所有的东亚舰队军舰都散布在各群岛殖民地执行常规任务，其中沙恩霍斯特号装甲巡洋舰和格奈森瑙號装甲巡洋舰正停泊在加罗林群岛的波纳佩岛。随后，舰队在北马里亚纳群岛的帕甘岛进行集结，计划开始返回德国的长途航行。由于穿越英国控制区域的德国海底电缆被切断，因此纽伦堡号轻巡洋舰被派往美国领地夏威夷的檀香山去收集情报。冯·施佩率领舰队前往德属萨摩亚，然后继续向东在法属波利尼西亚炮击帕皮提。东亚舰队在复活节岛进行了燃料补给。未能及时赶到帕甘岛的旧式巡洋舰秃鹫号试图与舰队汇会，但由于需要修理且燃料短缺，只得前往檀香山，1914年10月17日在当地被扣留。由于意识到协约国在太平洋的力量越来越强大，冯·施佩决定向南绕过合恩角前往大西洋。1914年11月1日，舰队主力与英国西印度群岛舰队遭遇，科罗内尔战役爆发，英国好望角号装甲巡洋舰和蒙茅斯号装甲巡洋舰被击沉。1914年12月8日，舰队在福克兰群岛海战中遭遇英国大批战列巡洋舰和巡洋舰，大部分舰艇被击毁。德累斯顿号和辅助船塞德利茨号逃回太平洋，随后塞德利茨号在智利港口被扣留，而德累斯顿号在马斯地岛海战中沉没。
1914年11月青岛战役爆发前，东亚舰队四艘小炮艇和一艘鱼雷艇被船员凿沉，以免落入日军手中。

## 脚注
1. 1 2 3  章騫（2013年），第90页
2. ↑  Gottschall（2003年），第137页
3. ↑  Gottschall（2003年），第149页
4. ↑  Gottschall（2003年），第337页
5. ↑  Xiang（2003年），第282、382页
6. ↑  Bennett（2006年），第171页